# OHE 84 201
Die OHE 84 201 war eine Güterzugtenderlokomotive, die von der Lokomotiv- und Waggonbaufabrik Krupp speziell für den Dienst auf der Osthannoverschen Eisenbahn entwickelt wurde. Ihre Bezeichnung erhielt sie in Anlehnung an die DR-Baureihe 84.
Die Lokomotive ist im Zusammenhang mit der Beschaffung von Neubaulokomotiven für die Deutsche Bundesbahn entstanden und hatte nur eine relativ kurze Lebensdauer von etwa 15 Jahren. Die Lokomotive wurde 1965 ausgemustert, der weitere Verbleib ist nicht bekannt.

## Geschichte
Die Lokomotive entstand bei Krupp speziell für die Bedürfnisse der OHE und war bevorzugt für den Güterverkehr der zahlreichen Kunden der OHE gedacht. Vorgesehen war die Produktion der Lokomotive bereits 1943 für die Deutsche Reichsbahn. Die Lokomotive sollte die Nummer 86 968 tragen. Die Bestellung wurde jedoch annulliert. Für die nach dem Krieg entstandene OHE 84 201 existierte eine ähnliche Tenderlokomotive mit der Achsfolge 1’D1’ der Bentheimer Eisenbahn.
Die Lokomotive sollte Anhängelasten von 1.200 t mit guter Kurvenbeweglichkeit bei höheren Fahrgeschwindigkeiten befördern und günstige Verbrauchswerte hinsichtlich Gewicht, Heizfläche, Vorräte und Leistung aufweisen. Über den Einsatz, Leistungen und Bewährung der Lokomotive sind keine Angaben zu finden.
Ihre Entwicklung fiel in die Zeit des Strukturwandels, sodass nur ein Exemplar gebaut wurde. Im allgemeinen Betrieb hat sich die Lokomotive gut bewährt. Sie hatte eine relativ hohe Geschwindigkeit von 85 km/h vor- und rückwärts, sodass sie gut für den Personenzugdienst verwendet werden konnte. 1965 wurde die in grüner Farbgebung der Wasserkästen und des Führerhauses gefertigte Lokomotive ausgemustert, der weitere Verbleib ist nicht bekannt.

## Technische Beschreibung
Obwohl in Anlehnung zur Vorkriegsbaureihe 84 entstanden, lag die OHE 84 201 leistungsmäßig darunter und weit unterhalb der DR-Baureihe 85. Sie wurde vorrangig in Schweißtechnik hergestellt, lediglich der Langkessel, der Stehkessel und die kupferne Feuerbüchse waren untereinander vernietet. Bei der Steuerung wurden die Drehbewegungen des Steuerrades über Kettenrad und Kette mit einer Übersetzung von 1,5:1 auf die Steuerspindel übertragen.
Der Lokomotivrahmen war als Barrenrahmen ausgebildet und hatte eine Stärke von 80 mm. Das Laufwerk war für den erforderlichen Kurvenradius von 140 m besonders sorgfältig ausgelegt; die 2. bis 4. Treibachse war fest im Rahmen gelagert. Die als Treibradsatz ausgebildete 3. Treibachse hatte geschwächte Spurkränze. Die jeweils äußeren Treibachsen waren mit den Laufachsen zu einem Krauss-Helmholtz-Lenkgestell zusammengefasst, die Kuppelachsen hatten eine Seitenverschiebbarkeit von ±25 mm.
Unter einer Blechverkleidung waren zwei Sandkästen und der Dampfdom zusammengefasst, ferner ein unter der Rauchkammer untergebrachter Wasserkasten von 750 l Inhalt zum Einbau eines Mischvorwärmers und das über dem Kesselscheitel vor dem Schlot sitzende dritte Spitzenlicht.